# Tverrelvdalen
Tverrelvdalen este o localitate din comuna Alta, provincia Finnmark, Norvegia, cu o suprafață de 0,39 km² și o populație de 393 locuitori (2013).